# Guamúchil
Guamúchil, Sinaloa, è una città del nord del Messico, 100 km a nord di Culiacán. Nel censimento del 2005 la città aveva una popolazione ufficiale di 61.862 abitanti. Per quanto riguarda la popolazione è la quinta comunità più grande dello stato (dopo Culiacán, Mazatlán, Los Mochis, e Guasave).